# Barbery, Calvados

Barbery este o comună în departamentul Calvados, Franța. În 1 ianuarie 2022 avea o populație de 758 de locuitori.